# Паводок на заході України 1969 року
Паводок на заході України 1969 року — стихійне лихо, яке спричинило значне підвищення водности річок західних регіонів України, зокрема, Дністра, Прута, Черемошів, Бистриці, Тиси, Тлумача, яке трапилося в червні 1969 року внаслідок інтенсивних грозових дощів.
Його вважають найбільшим в історії Західної України. Подекуди кількість опадів складала 150—250 мм за 24 години (1,5-2,5 місячної норми опадів).